# Рутенийлютеций
Рутенийлютеций — бинарное неорганическое соединение
лютеция и рутения
с формулой LuRu,
кристаллы.

## Получение
- Сплавление стехиометрических количеств чистых веществ:

{\displaystyle {\mathsf {Lu+Ru\ {\xrightarrow {T}}\ LuRu}}}

## Физические свойства
Рутенийлютеций образует кристаллы
кубической сингонии, пространственная группа P m3m, параметры ячейки a = 0,3329 нм, Z = 1,
структура типа хлорида цезия CsCl
.
Соединение образуется по перитектической реакции при температуре >500°C .